# П. И. П. Цона Артиђанале (Ористано)
П. И. П. Цона Артиђанале је насеље у Италији у округу Ористано, региону Сардинија.
Према процени из 2011. у насељу је живело 7 становника. Насеље се налази на надморској висини од 27 м.